# Safer Shopping
Safer Shopping war ein 2001 von der TÜV Süd Management Service etabliertes Gütesiegel zur Zertifizierung von Online-Shops, das bis 2021 bestand.
Internet-Händler, die das Gütesiegel Safer Shopping führen dürfen, erfüllen die Prüfstandards insbesondere bezüglich Bestell- und Zahlungsabwicklung, Datenschutz und Datensicherheit und müssen sich mindestens einer jährlichen Überprüfung durch TÜV SÜD unterziehen. Dabei werden neben manuellen Prüfungen der Onlinepräsenzen auch Testkäufe sowie ein Audit der Prozesse hinter den Kulissen beim Shopbetreiber durchgeführt, um die Einhaltung der Kriterienkataloge zu verifizieren.
Aufgrund der hohen Anforderungen der Zertifizierung sind überwiegend große Anbieter nach Safer Shopping zertifiziert. Zu den zertifizierten Shops gehörten die Internetangebote von saturn.de, hornbach.de, Ergo Direkt sowie viele große Reiseportale.
Safer Shopping ist Gründungsmitglied im Monitoring Board der Gütesiegelanbieter der Initiative D21. Mit März 2021 wurde das Angebot von TÜV Süd eingestellt.

## Kritik
Im Oktober 2009 wurden über das Blog Netzpolitik.org mehrere Datenschutz-Lücken in einem S@fer-Shopping-zertifizierten Webshop bekannt. Dabei war es möglich, Rechnungen anderer Kunden einzusehen und Zugangsdaten zu erraten, soweit diese von den Nutzern nach der Einrichtung des Accounts nicht geändert wurden.